# El Masot (Moià)
El Masot és una masia del municipi de Moià, a la comarca catalana del Moianès. És a llevant de Moià, a migdia de la carretera N-141c en el punt quilomètric 29, al sud-est del Polígon industrial Pla Romaní, al costat sud-oriental del Pla Romaní. És a la dreta del Torrent del Gai. La masia centra una part del terme de Moià que, malgrat el veïnatge del polígon industrial esmentat, conserva un ambient rural i quasi plena dedicació al sector primari. Té en l'actualitat una important explotació agropecuària. El Masot sofrí una remodelació molt important a principis del segle XX; d'aquesta refacció conserva una destacada claraboia modernista. Tanmateix, la major part de l'edifici pertany al segle xviii. És de planta rectangular, amb tres plantes construïdes. És un dels edificis protegits com a Bé Cultural d'Interès Local.

## Descripció

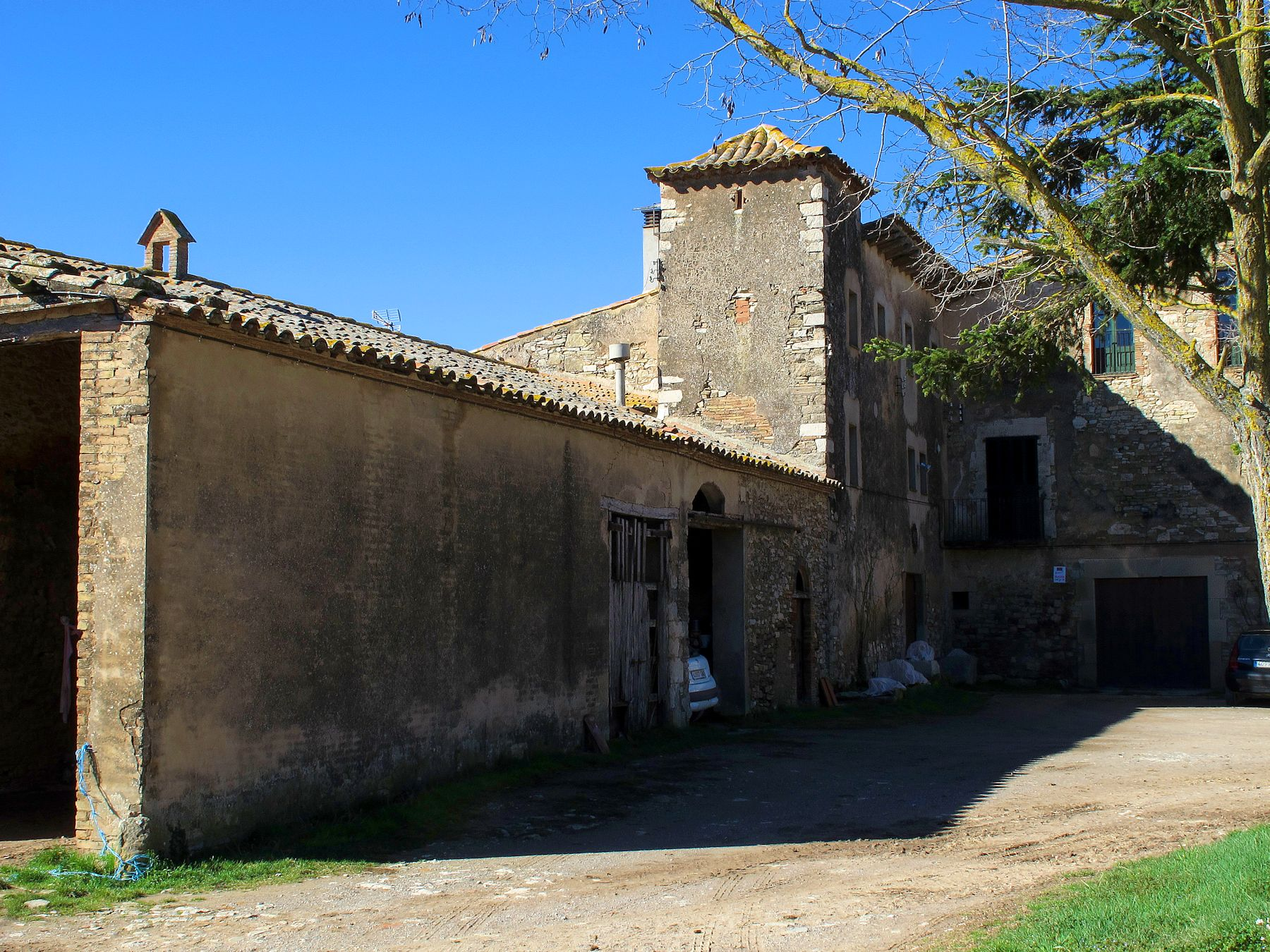
Exterior de la Capella de la Mare de Déu del Loreto

### Masia
És una gran masia rural amb bloc homogeni del segle xviii amb afegits posteriors del segle xix (galeries annexes i pati interior). Està coberta de teula amb una torre prismàtica quadrada acabada per un gablet escalonat. El parament de la façana encarada a ponent és de pedres irregulars arrebossades posteriorment. Dins el bloc original, la planta noble presenta una gran sala del segle xviii amb decoració original de l'època.

### Capella del Masot
Inclou capella de la Mare de Déu de Loreto, d'una sola nau i petita, situada enmig dels edificis del Masot. Semipública, és una capella sota l'advocació de la Mare de Déu de Loreto.

### Molí del Masot
El Molí del Masot (41° 48′ 14.26″ N, 2° 7′ 33.07″ E / 41.8039611°N,2.1258528°E) fou un molí situat al municipi de Moià, a la comarca catalana del Moianès. Era al sector sud-oriental del terme de Moià, a la vall del torrent del Gai, a la dreta d'aquest curs d'aigua. Es trobava a migdia del Masot, masia a la qual havia pertangut, al nord-est dels Clapers i al nord del Serrat de la Burra.

### Roure del Masot
Prop de la masia hi ha un dels arbres monumentals de Catalunya: El Roure del Masot, catalogat per la Generalitat de Catalunya.

## Història
Sembla que les primeres notícies del Masot són de l'any 1290, si bé el bloc original actual correspon al S.XVIII. Francesc Vilarrúbia Torrellebrota (1811-1888) nasqué en aquesta casa i ell feu construir l'arxiu, "Sancta Santorum" del mas on guarden documents i dades relatives a la família Vilarrúbia. Durant les guerres carlistes la masia es convertí en refugi de les forces tradicionalistes.